# Oreopanax epremesnilianus
Oreopanax epremesnilianus är en araliaväxtart som först beskrevs av André, och fick sitt nu gällande namn av André. Oreopanax epremesnilianus ingår i släktet Oreopanax och familjen Araliaceae. Inga underarter finns listade.